# Boulogne (Ardèche)
Pour les articles homonymes, voir Boulogne.
La Boulogne (en occitan : Bolònha) est un cours d'eau du sud-est de la France entièrement compris dans le département de l'Ardèche et un affluent du Luol, un affluent de l'Ardèche et donc un sous-affluent du Rhône.

## Géographie

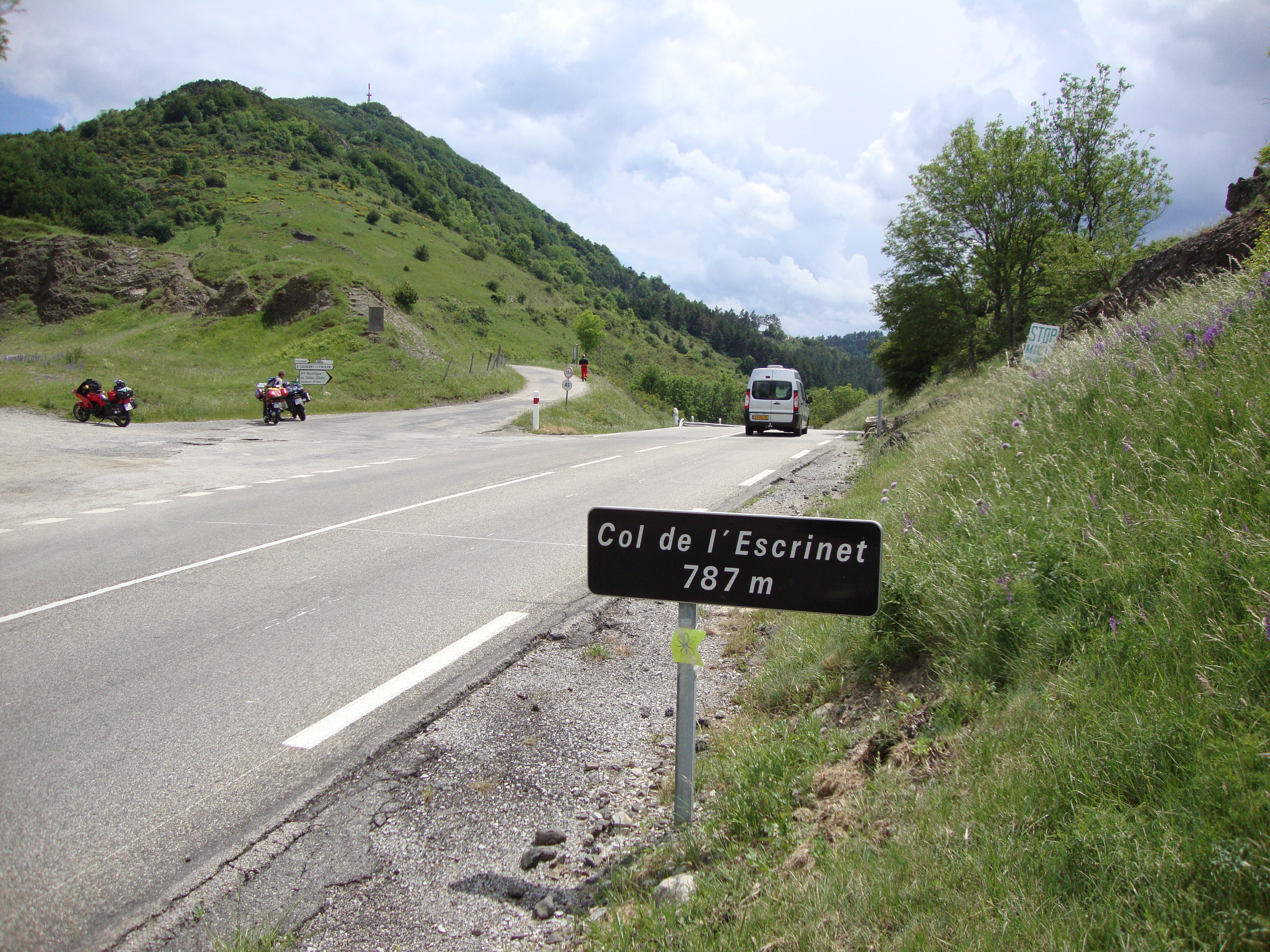
Col de l'Escrinet

Longue de 11,29 km, la Boulogne prend sa source sous le Roc de Gourdon au col de l'Escrinet (sur le territoire de la commune de Saint-Étienne-de-Boulogne) et coule vers le sud. Ce cours d'eau est également dénommé ruisseau de l'Escrinet ou de la Conchy, dans sa partie supérieure.

### Communes et cantons traversés
Dans le seul département de l'Ardèche, la Boulogne traverse les six communes suivantes, Saint-Étienne-de-Boulogne (source), Saint-Michel-de-Boulogne, Saint-Andéol-de-Vals, Vesseaux et Saint-Julien-du-Serre (confluence avec le Luol).

### Récapitulatif des affluents
La Boulogne a huit affluents référencés :
- le Rantiol (5 km)
- le ruisseau d'Arbres (3 km)
- le ruisseau de la Planche (3 km)
- le ruisseau des Aigues-Freides (2 km)
- le ruisseau des Blaches (2 km)
- le ruisseau des Claux (2 km)
- le ruisseau des Gras (2 km)
- le ruisseau d'Imbert (1 km)

## Divers

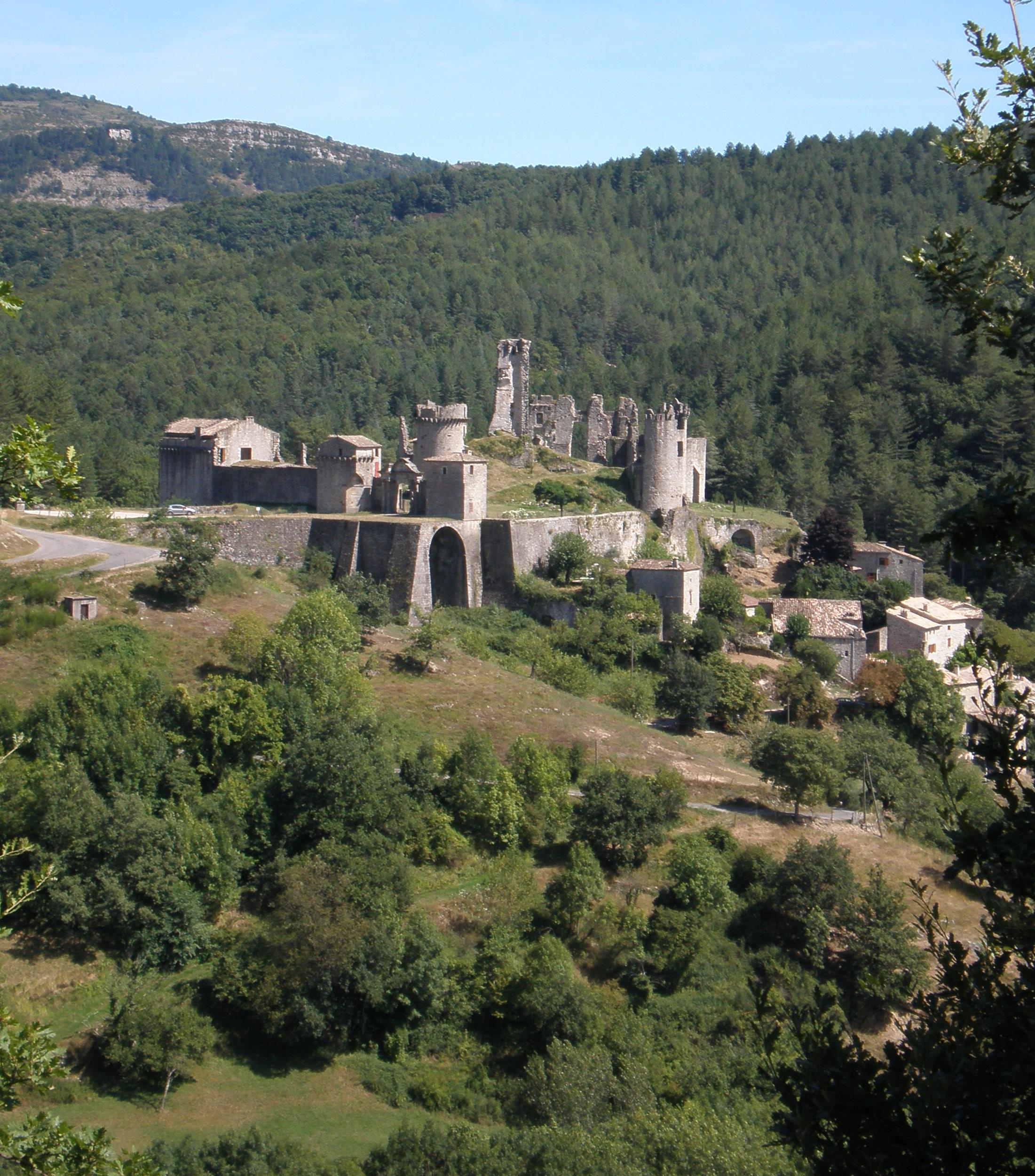
Château de Boulogne

Les vestiges du château de Boulogne (commune de Saint-Michel-de-Boulogne), ancien château fort fondé aux XIe et XIIe siècles, aujourd'hui en ruine, se dressent au-dessus de la vallée de la Boulogne.